# Gare des Échets
Gare des Échets – przystanek kolejowy w Miribel, w departamencie Ain, w regionie Owernia-Rodan-Alpy, we Francji.
Został otwarty w 1866 r. przez Compagnie des chemins de fer de Paris à Lyon et à la Méditerranée (PLM). Dziś jest przystankiem kolejowym Société nationale des chemins de fer français (SNCF), obsługiwanym przez pociągi TER Rhône-Alpes.

## Położenie
Znajduje się na km 20,727 linii Lyon – Bourg-en-Bresse, pomiędzy stacjami Sathonay - Rillieux i Mionnay.